# Жерновки (Новгородская область)
Же́рновки — деревня в Ореховском сельском поселении Мошенского района Новгородской области. До 12 апреля 2010 года входила в состав Дубишкинского сельского поселения.

## География
Расположена на юге района недалеко от административной границы с Тверской областью. Ближайшие населённые пункты: деревни Парыжиха, Павлицево, Высокое, а также упразднённые в 2012 году населённые пункты Ореховка, Смоляны, Нивки.

## Население
| 2010 |
| ---- |
| 6    |

## Топографические карты
- Лист карты O-36-71 Ореховно. Масштаб: 1 : 100 000. Состояние местности на 1982 год. Издание 1986 г.
- Лист карты O-36-XVIII Пестово. Масштаб: 1 : 200 000. Состояние местности на 1982 год. Издание 1988 г.